# Ryan Higa
Ryan Higa (sinh ngày 6 tháng 6 năm 1990), được biết đến bởi tên tài khoản trên YouTube là nigahiga (/ˈniːɡɑːhiːɡɑː/), là một diễn viên hài, người sáng tạo nội dung trên YouTube (YouTuber) người Mỹ. Anh được biết đến nhờ những video hài hước trên YouTube, đã được xem hơn 3 tỉ lần. Kênh YouTube của Higa – nigahiga – là kênh có nhiều người đăng ký nhất trên YouTube trong 677 ngày liên tiếp từ năm 2009 đến 2011, lâu hơn bất kì kênh nào khác ngoại trừ PewDiePie. Tính đến  tháng 3 năm 2018, anh có hơn 20 triệu người đăng ký, đứng thứ 30 trong số những kênh có nhiều người đăng ký nhất trên YouTube.

## Tiểu sử
Higa là một người Mỹ gốc Nhật, đặc biệt là từ Okinawa. Anh được sinh ra tại Hilo, Hawaii vào ngày 6 tháng 6 năm 1990 và có một người anh tên là Kyle. Lớn lên, Higa đã tham gia thi đấu judo và giữ thứ hạng "đai đen". Anh đã từng đấu vật ở trường trung học Waiakea, nơi anh tốt nghiệp vào năm 2008.

## Sự nghiệp YouTube
Higa và Sean Fujiyoshi đã bắt đầu đăng tải các video họ hát nhép bài hát lên YouTube vào giữa năm 2006 trong khi theo học trường trung học Waiakea. Họ nhanh chóng mở rộng phạm vi không chỉ các bài hát, mà còn với nhiều phần hài hước khác. Những lần xuất hiện không thường xuyên của khách được thực hiện bởi Tim Enos, Ryan Villaruel, Kyle Chun và Tarynn Nago..
Vào đêm Giáng sinh năm 2008, hai video phổ biến nhất của Higa và Fujiyoshi là How To Be Gangster (Làm thế nào để trở thành xã hội đen) và How To Be Emo (Làm thế nào để trở thành Emo) đã bị xóa do vi phạm bản quyền.
Vào ngày 21 tháng 1 năm 2009, tài khoản nigahiga tạm thời bị tạm ngưng và được yêu cầu xóa nhiều video có bản quyền hơn. Vì vậy, các video hát nhép của nigahiga đều bị xóa bỏ (ngoại trừ You're Beautiful vì được hoán đổi âm thanh), cùng với hầu hết các video khác có bản quyền âm nhạc. Kể từ đó, Higa bắt đầu tự sáng tác nhạc. How to be Gangster và How to be Emo được đưa trở lại kênh của nigahiga vào cuối tháng 8 năm 2009, rồi bị xóa bỏ vài ngày sau đó, cùng với How to be Ninja (Làm thế nào để trở thành Ninja) và How to be Nerd (Làm thế nào để trở thành Nerd). Vào mùa xuân năm 2010, How to be Ninja, How to be Gangster và How to be Emo lại được công khai một lần nữa.
Sau đó, Higa chuyển đến Las Vegas để học về y học hạt nhân  tại trường Đại học Nevada, Las Vegas, hầu hết các video nigahiga là những video solo, thường là cộng tác với những người dùng YouTube khác. Từ năm 2012, Higa đã sáng lập một công ty sản xuất tên là Ryan Higa Production Company (RHPC) cùng với Sean Fujiyoshi, làm việc cùng nhau để sản xuất nội dung cho kênh nigahiga. Trong năm 2016, Higa cung với những người dùng YouTube khác và bạn bè đã tạo ra một nhóm nhạc K-pop parody (nhại lại) tên là Boys Generally Asian. Vào giữa năm 2018, Fujiyoshi đã quyết định rời khỏi nhóm để theo đuổi những sở thích khác.

## BgA
Vào năm 2016, Ryan Higa thành lập một nhóm nhạc K-pop cùng với David Choi, Phillip Wang, Jun Sung Ahn và Justin Chon. Nó được gọi là BgA, tên đầy đủ là Boys Generally Asian (tạm dịch: Những chàng trai là người châu Á), được lấy cảm hứng từ nhóm nhạc toàn nữ Girls' Generation. Bài hát đầu tiên của họ có tên là Dong Saya Dae, hiện tại đang có trên 15 triệu lượt xem trên YouTube. Bài hát được coi là bản nhái chung của tất cả các bài hát K-pop và được đặc trưng bởi lời hát giễu cợt, và mặc dù vậy, bài hát đã gây ngạc nhiên khi đứng thứ hai trên bảng xếp hạng K-pop chính thức của iTunes. Đến năm 2017, BgA ra mắt bài hát thứ hai mang tên Who's It Gonna Be. Bài hát này tốt hơn so với bài hát trước đó, và đã đạt hạng 1 trên bảng xếp hạng K-pop.

## Kênh YouTube

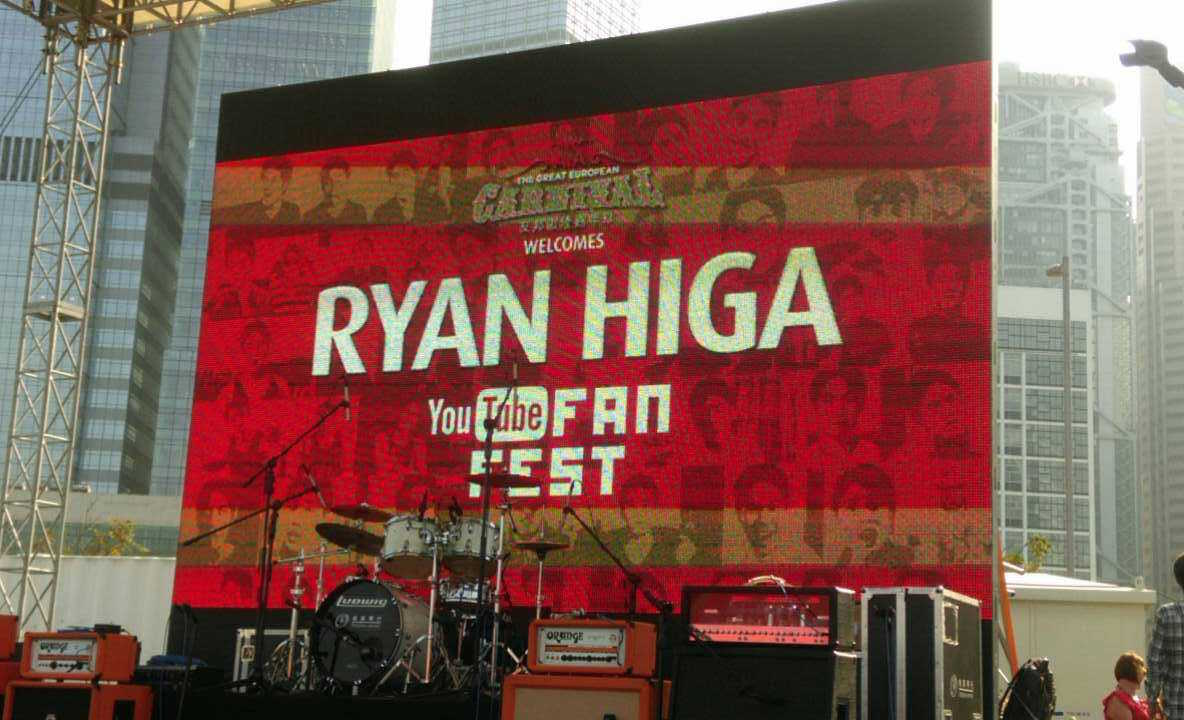
Cuộc gặp mặt – giao lưu của Ryan Higa ở Lễ hội Youtube Hồng Kông

Kênh YouTube nigahiga được tạo ra vào ngày 20 tháng 7 năm 2006, bởi Higa, Fujiyoshi, Enos và Nago (được gọi chung là "The Yabo Crew"). Đến ngày 21 tháng 12 năm 2010, nó đã đạt tới 3 triệu người đăng ký và là kênh đầu tiên làm được như vậy. Theo Higa, tên kênh của anh là sự kết hợp từ chữ "Niga", có nghĩa là "huênh hoang" trong tiếng Nhật, với họ của anh, "Higa".
Năm 2011, anh đã tạo ra một kênh thứ hai, lấy tên là HigaTV, nơi anh đăng các video blog (vlog) và các video hậu trường. Tính đến tháng 5 năm 2018, kênh đang có hơn 5 triệu người đăng ký.
Vào năm 2012, Higa đã giúp thành lập Mạng YOMYOMF, nơi tổ chức cuộc thi tài năng làm video trực tuyến, Internet Icon, trong đó anh phục vụ cùng với Christine Lakin và Timothy DeLaGhetto làm giám khảo chính.

## Phim ảnh
Năm 2008, nhà sản xuất người Los Angeles Richard Van Vleet đề nghị giúp họ tạo ra bộ phim dài đầu tiên. Bộ phim đó, Ryan and Sean's Not So Excellent Adventure (Cuộc phiêu lưu không tuyệt vời của Ryan và Sean), được đạo diễn bởi Richard Van Vleet và phát hành vào ngày 14 tháng 11 năm 2008. Nó được chiếu trong các rạp sang nhượng ở Hawaii và California. DVD được phát hành vào ngày 14 tháng 7 năm 2009, tại Hoa Kỳ.
Ryan and Sean's Not So Excellent Adventure kể về vận may đang dần đi xuống của nhà sản xuất phim của anh (do Michael Buckley thủ vai) đang tìm kiếm những người nổi tiếng để tạo ra một bộ phim thành công trong 30 ngày hoặc có nguy cơ bị sa thải. Anh chọn Higa và Fujiyoshi sau khi khám phá ra sự phổ biến của các video YouTube của họ. Anh mời họ đến Hollywood để làm một bộ phim. Họ chấp nhận lời đề nghị và diễn một số tình huống thú vị.
Ninja Melk, một bộ phim ngắn có độ dài 26 phút về ninja, được phát hành vào tháng 8 năm 2009. Câu chuyện xoay quanh một bậc thầy ninja tên là Thanh Thanh (Ching Ching) cử đệ tử của mình là Lapchung (do Bryson Murata thủ vai) đi tìm người thay thế. Anh tìm thấy Higa và Fujiyoshi và nhờ họ bắt Bokchoy độc ác (do Tim Enos thủ vai) và tay sai của hắn, Gina (do Tarynn Nago thủ vai).
Một bộ phim độc lập dài 35 phút mà anh tạo ra với Wong Fu Productions được gọi là Agents of Secret Stuff đã được tải lên kênh nigahiga vào ngày 24 tháng 11 năm 2010. Nó giới thiệu một số người dùng YouTube phổ biến khác cùng các diễn viên như Aki Aleong. Agents of Secret Stuff nói về một thiếu niên A.S.S. (Agent of Secret Stuff, tạm dịch: Đặc vụ của những Phi vụ Tối mật) (Higa) được gửi đến một trường trung học để bảo vệ một học sinh, một cô gái tên là Taylor (Arden Cho) khỏi kẻ thù của A.S.S.là S.I.N.S. (Society Involving Not-So-Good Stuff, tạm dịch: Xã hội Liên quan đến những Thứ Không-tốt-lắm). Bộ phim có sự xuất hiện của Ian và Anthony từ Smosh, D-Trix, KassemG và Hiimrawn. Higa cũng đã đóng vai chính trong một tập phim của Supah Ninjas, chơi DJ Elephant Head, một người vẽ phác thảo sử dụng âm nhạc điện tử thôi miên của mình để làm cho mọi người rơi vào giấc ngủ để phạm tội.
Anh đóng vai chính trong bộ phim kinh dị năm 2016 Tell Me How I Die.

## Các bài hát

### Đĩa đơn
| Title                                               | Year | Album                  |
| --------------------------------------------------- | ---- | ---------------------- |
| "I'm Hardcore" (giới thiệu David Choi và JR Aquino) | 2011 | Đĩa đơn không có album |
| "Ignored" (giới thiệu David Choi)                   | 2015 | Đĩa đơn không có album |
| "Millennial Love" (giới thiệu Kina Grannis)         | 2017 | Đĩa đơn không có album |